# Naja arabica
Naja arabica eller Arabisk kobra är en orm i familjen giftsnokar som förekommer på Arabiska halvön. Populationen listades en längre tid som underart till egyptisk kobra.
Arten har samma antal fjäll kring halsen som kring bålen. På buken finns fler fjäll än på den egyptiska kobran. Färgsättningen varierar. Flera exemplar är vid främre delen gulbruna eller grönbruna och längre bak svartaktiga.
Denna kobra hittas i västra Saudiarabien, Jemen och sydvästra Oman. Den lever i bergstrakter vid 1500 meter över havet eller högre. Ormen vistas i torra landskap nära vattenansamlingar. Den har groddjur, småfåglar, små däggdjur och andra kräldjur som byten. Honor lägger 11 till 19 ägg per tillfälle.
Flera exemplar fångas för att komma åt giftet, för att hålla de som terrariedjur eller för att visa de i utställningar. Populationens storlek är okänd men den antas vara stor. IUCN listar arten som livskraftig (LC).